# رالی مونت کارلو ۲۰۲۲
رالی مونت کارلو ۲۰۲۲ (که به عنوان ۹۰امین رالی اتومبیل مونت کارلو نیز شناخته می‌شود) یک رویداد اتومبیل‌رانی برای خودروهای رالی بود که در طول چهار روز از ۲۰ تا ۲۳ ژانویه ۲۰۲۲ برگزار شد. این مسابقه نودمین دوره از رالی مونت کارلو بود و به عنوان نخستین رالی از مسابقات رالی قهرمانی جهان ۲۰۲۲، قهرمانی رالی جهان ۲ و قهرمانی رالی جهان ۳ به شمار می‌رفت. رویداد ۲۰۲۲ به طور کامل در کشور موناکو برگزار شد. این رالی شامل هفده مرحله ویژه بود که در مجموع مسافتی به طول ۲۹۶٫۰۳ کیلومتر (۱۸۳٫۹۴ مایل) را پوشش می‌داد.
یادداشت‌ها:
1. ↑  با این‌که رالی در فرانسه برگزار شد، فدراسیون بین‌المللی اتومبیل‌رانی فرانسه را به‌عنوان کشور میزبان در نظر نمی‌گیرد.
.